# Venomous Villain
Venomous Villain è il secondo album realizzato d Daniel Dumile con lo pseudonimo Viktor Vaughn. Il disco è uscito per Insomniac il 3 agosto 2004.

## Tracce
1. "Viktormizor" (Intro) - (Musica: System D-128)
2. "Back End" - (Musica: Diplo, System D-128)
3. "Fall Back/Titty Fat" (Musica: DiViNCi, Swamburger)
4. "Doom on Vik" (Musica:DiViNCi, Swamburger)
5. "R.A.P. G.A.M.E." (Feat. Manchild and Iz-Real) - (Testi: MF DOOM, Manchild, Iz-Real - Musica: Session 31)
6. "Dope Skill" (Feat. Carl Kavorkian) - (Testi: MF DOOM, Carl Kavorkian - Musica: DJ I.N.C.)
7. "Doper Skiller" (Feat. Kool Keith) - (Testi: MF DOOM, Kool Keith - Musica: DiViNCi)
8. "Haberdashery" (interlude) -
9. "Ode to Road Rage"(Musica: Dub-L)
10. "Bloody Chain" (Feat. Poison Pen)(Testi: MF DOOM, Poison Pen - Musica: Dub-L)
11. "Strange New Day" (interlude)(Musica: System D-128)
12. "Pop Quiz" (Remix) (Feat. Iz Real)(Testi: MF DOOM, Iz Real - Musica: The Analears)